# Секарбела
Секарбе́ла (індонез. Sekarbela) — один з 6 районів міста Матарам провінції Західна Південно-Східна Нуса у складі Індонезії.
Населення — 55237 осіб (2012; 53112 в 2010).

## Адміністративний поділ
До складу району входять 5 селищ:
| Населений пункт        | Населення, осіб (2010) |
| ---------------------- | ---------------------- |
| Джемпонг-Бару          | 12071                  |
| Каранг-Пуле            | 11989                  |
| Кекалік-Джая           | 15185                  |
| Танджунг-Каранг        | 7260                   |
| Танджунг-Каранг-Пермаї | 6607                   |